# Ruslan a Ludmila

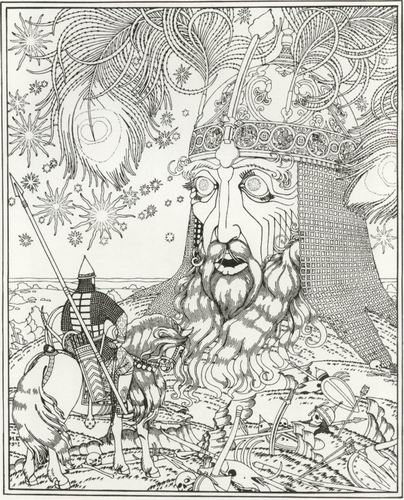
Ilustrace Ivana Jakovleviče Bilibina.

Ruslan a Ludmila (1817—1820, Руслан и Людмила) je pohádková poema ruského romantického básníka, prozaika a dramatika Alexandra Sergejeviče Puškina (1799 – 1837). Dílo patří do raného období Puškinovy tvorby, ve kterém vyzkoušel téměř všechny žánry soudobé poezie. Nese proto v sobě ještě mnoho preromantických rysů, souvisejících především se vzrůstajícím zájmem o lidovou poezii, neboť podkladem pro poemu byl pečlivě sebraný ruský folklórní materiál, což vzbudilo ve své době velký ohlas. Verše poemy mají v sobě mnoho humoru, neboť Puškin zbásnil osudy svého bohatýra a jeho soků s velkou dávkou ironie

## Obsah poemy
| Dub zelený ční nad zálivem, zlatý tam řetěz zavěšen; učený kocour chodí kolem, co řetěz stačí, nocí, dnem. Jde vpravo-písničku si zpívá, jde vlevo-pohádku má zas. přeložila Marie Marčanová |

Poema se odehrává v bájné době ruských bohatýrů za vlády bájného kyjevského knížete Vladimíra Jasného slunéčka.. Ten vdává svou nejmladší dceru Ludmilu za bohatýra Ruslana. Ludmila je však ze svatební hostiny unesena čarodějem Černomorem, zrůdným trpaslíkem, jehož moc a kouzlo je ukryto v mohutném vousu. Ruslan a tři dříve odmítnutí Ludmilini nápadnící, voják Rogdaj, křikloun Farlaf a mladý chazarský chán Ratmir, vyrážejí Ludmilu hledat, protože kníže ji slíbil dát za ženu tomu, kdo ji zachrání.
Ruslan na své cestě potká moudrého starce Fina, který je mu nápomocen radou. Rogdaj chce Ruslana zabít, ale je Ruslanem poražen a zahyne. Ratmir dojede večer k zámku, kde dlí dvanáct krasavic. Ty jej okouzlí tak, že na Ludmilu zapomene. Farlaf se potká se zlou čarodějkou Nainou, která se chce Finovi pomstít za to, že ji kdysi odmítl. Poradí proto Farlafovi, aby jel domů, že Ruslana zahubí a Ludmilu mu přivede. Ruslan prožívá další dobrodružství a po vítězném boji s obrovskou nadlidskou hlavou, která patřila Černomorovu bratru, získá meč, který jediný dokáže přeseknout Černomorův vous.
Černomor chce mezitím získat Ludmilinu přízeň dary nevídané krásy a neslýchané ceny, avšak Ludmila zůstává Ruslanovi věrná. Tu přijíždí Ruslan a v souboji nad čarodějníkem zvítězí, neboť jej přeseknutím jeho vousu zbaví moci. Nemůže však probudit Ludmilu, kterou předtím Černomor uspal kouzelným spánkem. Fin mu radí, aby ji probudil až v Kyjevě.
Farlafovi se zjeví Najna a vydá se s ním vstříc Ruslanovi. Využijí jeho spánku, Ludmilu unesou do Kyjeva a Farlaf Ruslana třikrát bodne do hrudi. Fin jej ale pomocí mrtvé a živé vody zachrání a daruje mu prsten, kterým Ludmilu probudí.
V Kyjevě se kníže Vladimír raduje, že je Ludmila zachráněna, ale Farlaf ji probudit nedokáže. Tu knížectví přepadnou Pečeněhové. Objeví se ale Ruslan, všechny pobije a Ludmilu prstenem probudí. Farlaf se ke všemu přizná a kníže Vladimír mu z radosti nad uzdravením Ludmily odpustí.

## Adaptace

### Hudba
Podle poemy složil roku 1842 ruský skladatel Michail Ivanovič Glinka stejnojmennou operu.

### Film
- Ruslan a Ludmila (film, 1915) (1915, Руслан и Людмила), Rusko, režie Wladyslaw Starewicz, němý film
- Ruslan a Ludmila (film, 1972) (1972, Руслан и Людмила), Sovětský svaz, režie Alexandr Ptuško
- Ruslan a Ludmila (film, 1996) (1996, Руслан и Людмила), Rusko, režie Hans Hulscher, televizní zpracování Glinkovy opery

## Česká vydání
- Básně rozpravné, Tisk a sklad Václava Vetterla, Písek 1859, přeložil Václav Čeněk Bendl-Stránický, svazek obsahuje mimo jiné i Ruslana a Ludmilu,
- Některé básně rozpravné, Jan Otto, Praha 1895, přeložila Eliška Krásnohorská, svazek obsahuje mimo jiné i Ruslana a Ludmilu,
- Ruslan a Ludmila, Šolc a Šimáček, Praha 1937, přeložil Jindřich Najman,
- Výbor z díla III. – Lyrika, pohádky, poemy, Svoboda, Praha 1950, svazek obsahuje mimo jiné i Ruslan a Ludmilu v překladu v překladu Marie Marčanové,
- Pohádky a poemy, SNKLHU, Praha 1954, svazek obsahuje mimo jiné i Ruslana a Ludmilu v překladu Marie Marčanové,
- Výbor z díla, SNDK, Praha 1955, svazek obsahuje mimo jiné i Ruslana a Ludmilu v překladu Marie Marčanové, znovu Albatros, Praha 1981.
- Ruslan a Ludmila, Odeon, Praha 1972, přeložila Marie Marčanová.